# Lista das unidades federativas da Região Nordeste do Brasil
Esta é uma Lista dos estados da Região Nordeste do Brasil e seus respectivos dados demográficos e econômicos gerais, obtidos pelo Geografia e Estatística.
| Bandeira | Estado              | Abreviação | Capital     | Área        | População(censo 2022) | Densidade(2010) | PIB 2015 (% total do país) | PIB per capita 2017 (R$) | IDH   | Literacia (2016) | Mortalidade infantil (2016) | Expectativa de vida (2016) |
| -------- | ------------------- | ---------- | ----------- | ----------- | --------------------- | --------------- | -------------------------- | ------------------------ | ----- | ---------------- | --------------------------- | -------------------------- |
|          | Alagoas             | AL         | Maceió      | 27.848,140  | [ 1 ]                 | 112,33          | 46.364.000 (0,77%)         | 658,00                   | 0.631 | 80,6%            | 19,5%                       | 71,6                       |
|          | Bahia               | BA         | Salvador    | 564.733,177 | [ 2 ]                 | 24,82           | 245.025.000 (4.09%)        | 862,00                   | 0.631 | 80,6%            | 19,5%                       | 71,6                       |
|          | Ceará               | CE         | Fortaleza   | 148.920,472 | [ 3 ]                 | 56,76           | 130.621.000 (2,18%)        | 824,00                   | 0.682 | 84,8%            | 14,4%                       | 73,8                       |
|          | Maranhão            | MA         | São Luís    | 331.937,450 |                       | 19,81           | 78.475.000 (1,31%)         | 597,00                   | 0.639 | 83,3%            | 21,3%                       | 70,6                       |
|          | Paraíba             | PB         | João Pessoa | 56.469,778  | [ 5 ]                 | 66,70           | 56.140.000 (0,94%)         | 928,00                   | 0.658 | 83,7%            | 16,1%                       | 73,2                       |
|          | Pernambuco          | PE         | Recife      | 98.148,323  |                       | 89,62           | 156.955.000 (2,62%)        | 852,00                   | 0.673 | 87,2%            | 12,7%                       | 73,9                       |
|          | Piauí               | PI         | Teresina    | 251.577,738 | [ 7 ]                 | 12,40           | 39.148.000 (0,65%)         | 750,00                   | 0.646 | 82,8%            | 19,1%                       | 71,1                       |
|          | Rio Grande do Norte | RN         | Natal       | 52.811,047  |                       | 59,99           | 57.250.000 (0,95%)         | 845,00                   | 0.684 | 85,3%            | 14,7%                       | 75,7                       |
|          | Sergipe             | SE         | Aracaju     | 21.915,081  | [ 9 ]                 | 94,36           | 38.554.000 (0,64%)         | 836,00                   | 0.665 | 85,3%            | 16,2%                       | 72,7                       |

## Frota de veículos
|   | Estado              | Frota de veículos (2016) |
| - | ------------------- | ------------------------ |
| 1 | Bahia               | 3.801.090                |
| 2 | Pernambuco          | 2.816.115                |
| 3 | Ceará               | 2.909.172                |
| 4 | Maranhão            | 1.541.845                |
| 5 | Alagoas             | 753.825                  |
| 6 | Rio Grande do Norte | 1.183.363                |
| 7 | Paraíba             | 1.184.259                |
| 8 | Piauí               | 1.085.009                |
| 9 | Sergipe             | 709.682                  |